# 謝似顏
謝似顏（1895年—1960年9月9日），台灣體育理論家、作家，著有《西洋體育史》、《奧林匹克滄桑錄》、《排悶集》等書，〈魯迅舊詩錄〉等文。

## 生平
谢似颜先生生於1895年。1916年，當時就讀安定中学（现杭州第七中学）的谢似颜参加浙江省第一届运动会，以夺得100码、200码、400码三项冠军的成绩而轰动杭城。
1918年毕业于浙江安定中学后赴日本留学，公费入东京高等师范学校体育系，（現在筑波大學）體育科卒業（1925年）。
1925年回国，先后任春晖中学（上虞）、浙江省立第四中学（宁波）、浙江体育专门学校体育教师。
1927 年1 月至1929 年7 月他被任命为浙江省立体育场场长。
1929年8 月，任北平师范大学体育系理论课教授。
1931 年12 月，任北平私立民国大学体育系主任，兼授体育理论课。
1933 年1 月应徐诵明校长邀请，主持北平大学全面体育行政工作。
抗日战争开始后，成立了国立西安临时大学，隨許先生在國立西北聯合大學教書，收容来自北平师范大学、北平大学、天津北洋工学院流亡师生员工。当时将师大体育系、平大女子文理学院体育系，以及后来河北省女师学院体育科合并为一个体育系。谢似颜分管临大部分体育行政工作。
谢似颜先生与许寿裳先生交往甚密，1946年许寿裳任台北台湾省编译馆长，当即邀谢任该馆编纂职。
1946 年末，李季谷任台湾省立师范学院院长，經許先生介紹，在台灣師院（現在國立台灣師範大學） 邀请他创办体育科，任科主任兼理论教授。后因工作太忙，辞去了臺灣省编译馆编纂曾兼社會讀物組主任职务
1948 年四六事件，台北大专院校有学生闹学潮，極力保護學生的這位台灣師院體育教授兼主任，被學校當局開除，轉任臺灣開明書店董事直到在台北病逝。最后十年忧郁成疾，诸病侵染，终因尿毒症不治，于1960年9 月病逝于台北市。终年64岁。
是中国现代体育史上的知名学者。是許壽裳先生的學弟（日本語叫後輩）和好友，許壽裳《吾友魯迅印象記》裡寫到「吾友謝似顏」，並有多通寫給他的信。许寿裳有多封《致谢似颜》信札。著有《鲁迅旧诗录》《奥林匹克沧桑录》《田径赛的理论与实际》《西洋体育史》等。做過高等校院體育教師和開明書店同人。——蔚为一代体育教育大家。
《体育文史》1998年2期，曾有《体坛教育家谢似颜先生》一文作专门介绍。

## 家庭
原籍中國浙江省上虞縣章镇，父親謝嘉襄，為米商買辦。
與妻任引芝（上虞丁宅任溪人）育有5男：謝庚、謝蠻、謝操、謝抗、謝強；2女謝銀迅、謝幼訊。
- 大弟：谢葆祯：（1899年-1960年）承父业，在抗战时期家业破落。其妻沈秀娥（浙江省嵊县三界沈塘人）育有1子2女，
  - 子：谢甬胜（1927年6月28日-2010年6月17日）与妻葛菊英（浙江省宁波人）育有2子1女，
    - ——其长子谢基尔、女儿谢黎明、次子谢基明，分别孙辈：孙女谢靖、外孙俞翔、孙子谢康
- 长女：谢龙娟，育有1子汪国敏，3女汪雅萍、汪雅素、汪雅敏。
- 小女：谢玲娟，育有女儿严爱民、谢爱萍，子李志良、李志平

妹妹：谢景荷：子王锡辉、王幼辉、女王丽辉
小弟：谢觉民：1918年7月生，我国旅美地理学家，现任美国匹兹堡大学地理学教授。
曾任美国哥伦比亚大学、天主教大学教授，英国里兹大学教授，台湾师范大学讲座教授，香港大学名誉教授，北京大学客座教授，台湾中国地理学会会长，浙江大学顾问教授等。其妻子阚家蓂（安徽合肥人）地图学家及女诗人。育有1子1女，长女谢安玲、子谢安平。